# Swezeyia condorensis
Swezeyia condorensis är en insektsart som beskrevs av Van Stalle 1986. Swezeyia condorensis ingår i släktet Swezeyia och familjen Derbidae. Inga underarter finns listade i Catalogue of Life.